# Mutualità
La mutualità si esprime nelle associazioni, chiamate per brevità mutue, dove i membri che ne fanno parte s'impegnano, volontariamente e senza fini di lucro personale, a prestarsi reciproco aiuto e assistenza. Lo stesso principio della mutualità si ritrova in enti o istituzioni pubbliche dove manca l'elemento della volontarietà e vi è invece l'obbligo per chi ne fa parte di erogare contributi, che possono essere integrati dallo Stato, a vantaggio di chi ha bisogno di ricevere assistenza per malattia, per incidenti sul lavoro, per necessità di finanziamento, per trattamento pensionistico ecc.. 

## Storia
Nella Roma antica esistevano delle associazioni costituite dai fedeli che curavano il culto di una particolar divinità, chiamate sodalicia e sodalitates  create per prestarsi reciproco soccorso in caso di particolari necessità. Diffusi erano i collegia funeraticia costituiti, data l'importanza attribuita dalla cultura romana alla celebrazione dei riti funebri e per l'elevato costo degli stessi, per assicurare le onoranze funebri ai soci defunti.
Gli stessi scopi all'inizio caratterizzano le confraternite medioevali come quelle della "buona morte" o dei  "fratelli della misericordia" che in seguito offrono assistenza ad esempio per garantire un vitalizio per gli anziani o per poter sostenere l'acquisto di strumenti per gli artigiani ecc.
Scopi questi ultimi che caratterizzano in modo particolare le associazioni operaie del XIX secolo chiamate in Gran Bretagna "friendly societies", in Francia "associations ouvrières" o "compagnonnages", in Italia mutue o "società di mutuo soccorso".
Le associazioni mutualistiche si caratterizzavano per la cronica mancanza di risorse finanziarie che potessero assicurare continuità e sicurezza ai soci per le prestazioni assistenziali: per questo motivo si formarono più solide imprese, chiamate cooperative , basate sull'assenza del conseguimento del lucro personale, in grado di fornire particolari servizi agli associati. Contemporaneamente si sviluppò la tendenza a rendere obbligatoria e ad estendere a tutti quelle prestazioni riservate ai soci delle associazioni mutualistiche. Questa "pubblicizzazione delle prestazioni assistenziali"  si fonda non più sulla libera volontarietà associativa ma  sulle contribuzioni obbligate che devono essere assolte dalla collettività che gode dei benefici assistenziali ("fiscalizzazione degli oneri sociali") .
Tuttavia il principio della mutualità volontaria continua ad essere alla base di tutte quelle istituzioni che migliorano o integrano l'intervento pubblico ad esempio nel campo della previdenza e dell'assistenza sanitaria oppure nelle associazioni a carattere culturale, ricreativo come le associazioni per gli anziani.